# Tarabel
Tarabel est une commune française située dans le nord-est du département de la Haute-Garonne, en région Occitanie.
Sur le plan historique et culturel, la commune est dans le Lauragais, l'ancien « Pays de Cocagne », lié à la fois à la culture du pastel et à l’abondance des productions, et de « grenier à blé du Languedoc ». Exposée à un climat océanique altéré, elle est drainée par la Marcaissonne, la Saune et par divers autres petits cours d'eau.
Tarabel est une commune rurale qui compte 596 habitants en 2022, après avoir connu une forte hausse de la population depuis 1962. Elle fait partie de l'aire d'attraction de Toulouse. Ses habitants sont appelés les Tarabelais ou  Tarabelaises.

## Géographie

### Localisation
La commune de Tarabel se trouve dans le département de la Haute-Garonne, en région Occitanie.
Elle se situe à 21 km à vol d'oiseau de Toulouse, préfecture du département, et à 27 km de Revel, bureau centralisateur du canton de Revel dont dépend la commune depuis 2015 pour les élections départementales.
La commune fait en outre partie du bassin de vie de Caraman.
Les communes les plus proches sont : 
Caragoudes (2,4 km), Maureville (2,4 km), Aurin (2,9 km), Labastide-Beauvoir (3,4 km), Mourvilles-Basses (3,6 km), Varennes (4,0 km), Préserville (4,3 km), Fourquevaux (4,9 km).
Sur le plan historique et culturel, Tarabel fait partie du Lauragais, occupant une vaste zone, autour de l’axe central que constitue le canal du Midi, entre les agglomérations de Toulouse au nord-ouest et Carcassonne au sud-est et celles de Castres au nord-est et Pamiers au sud-ouest. C'est l'ancien « Pays de Cocagne », lié à la fois à la culture du pastel et à l’abondance des productions, et de « grenier à blé du Languedoc ».
Tarabel est limitrophe de six autres communes.
Les communes limitrophes sont  Aurin, Caragoudes, Labastide-Beauvoir, Maureville, Mourvilles-Basses et Préserville.
|             | Aurin              | Maureville        |
| Préserville | Tarabel            | Caragoudes        |
|             | Labastide-Beauvoir | Mourvilles-Basses |

### Géologie et relief
La superficie de la commune est de 742 hectares ; son altitude varie de 168  à   252 mètres.

### Hydrographie

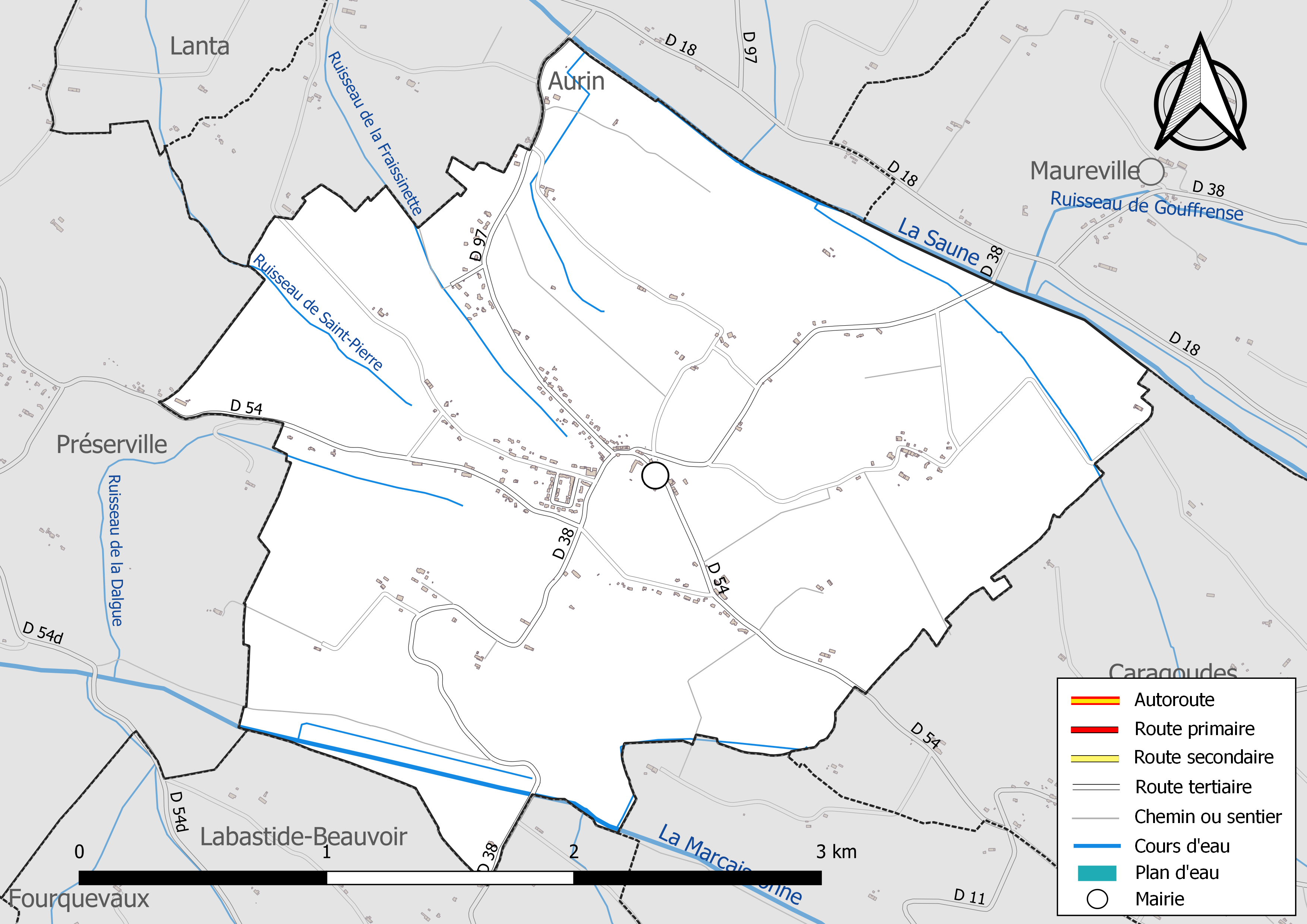
Réseaux hydrographique et routier de Tarabel.

La commune est dans le bassin de la Garonne, au sein du bassin hydrographique Adour-Garonne. Elle est drainée par la Marcaissonne, la Saune, le ruisseau de la Dalgue, le ruisseau de la Fraissinette, le ruisseau de Saint-Pierre et par divers petits cours d'eau, constituant un réseau hydrographique de 10 km de longueur totale,.
La Marcaissonne, d'une longueur totale de 26,5 km, prend sa source dans la commune de Beauville et s'écoule du sud-est vers le nord-ouest. Elle traverse la commune et se jette dans l'Hers-Mort à Toulouse, après avoir traversé 14 communes.
La Saune, d'une longueur totale de 31,8 km, prend sa source dans la commune de Vaux et s'écoule vers le sud-est. Elle traverse la commune et se jette dans l'Hers-Mort à Toulouse, après avoir traversé 18 communes.

### Climat
Pour des articles plus généraux, voir Climat de l'Occitanie et Climat de la Haute-Garonne.
En 2010, le climat de la commune est de type climat du Bassin du Sud-Ouest, selon une étude s'appuyant sur une série de données couvrant la période 1971-2000. En 2020, Météo-France publie une typologie des climats de la France métropolitaine dans laquelle la commune est exposée à un climat océanique altéré et est dans la région climatique Aquitaine, Gascogne, caractérisée par une pluviométrie abondante au printemps, modérée en automne, un faible ensoleillement au printemps, un été chaud (19,5 °C), des vents faibles, des brouillards fréquents en automne et en hiver et des orages fréquents en été (15 à 20 jours).
Pour la période 1971-2000, la température annuelle moyenne est de 13 °C, avec une amplitude thermique annuelle de 15,8 °C. Le cumul annuel moyen de précipitations est de 742 mm, avec 9,9 jours de précipitations en janvier et 5,7 jours en juillet. Pour la période 1991-2020, la température moyenne annuelle observée sur la station météorologique la plus proche, située sur la commune de Ségreville à 6 km à vol d'oiseau, est de 13,4 °C et le cumul annuel moyen de précipitations est de 747,6 mm,. Pour l'avenir, les paramètres climatiques de la commune estimés pour 2050 selon différents scénarios d'émission de gaz à effet de serre sont consultables sur un site dédié publié par Météo-France en novembre 2022.

### Milieux naturels et biodiversité
Aucun espace naturel présentant un intérêt patrimonial n'est recensé sur la commune dans l'inventaire national du patrimoine naturel,,.

## Urbanisme

### Typologie
Au 1er janvier 2024, Tarabel est catégorisée commune rurale à habitat dispersé, selon la nouvelle grille communale de densité à sept niveaux définie par l'Insee en 2022.
Elle est située hors unité urbaine. Par ailleurs la commune fait partie de l'aire d'attraction de Toulouse, dont elle est une commune de la couronne,. Cette aire, qui regroupe 527 communes, est catégorisée dans les aires de 700 000 habitants ou plus (hors Paris),.

### Risques majeurs
Le territoire de la commune de Tarabel est vulnérable à différents aléas naturels : météorologiques (tempête, orage, neige, grand froid, canicule ou sécheresse), inondations et séisme (sismicité très faible). Un site publié par le BRGM permet d'évaluer simplement et rapidement les risques d'un bien localisé soit par son adresse soit par le numéro de sa parcelle.
Certaines parties du territoire communal sont susceptibles d’être affectées par le risque d’inondation par débordement de cours d'eau, notamment la Saune. La commune a été reconnue en état de catastrophe naturelle au titre des dommages causés par les inondations et coulées de boue survenues en 1982, 1996, 1997, 1999, 2000 et 2009,.

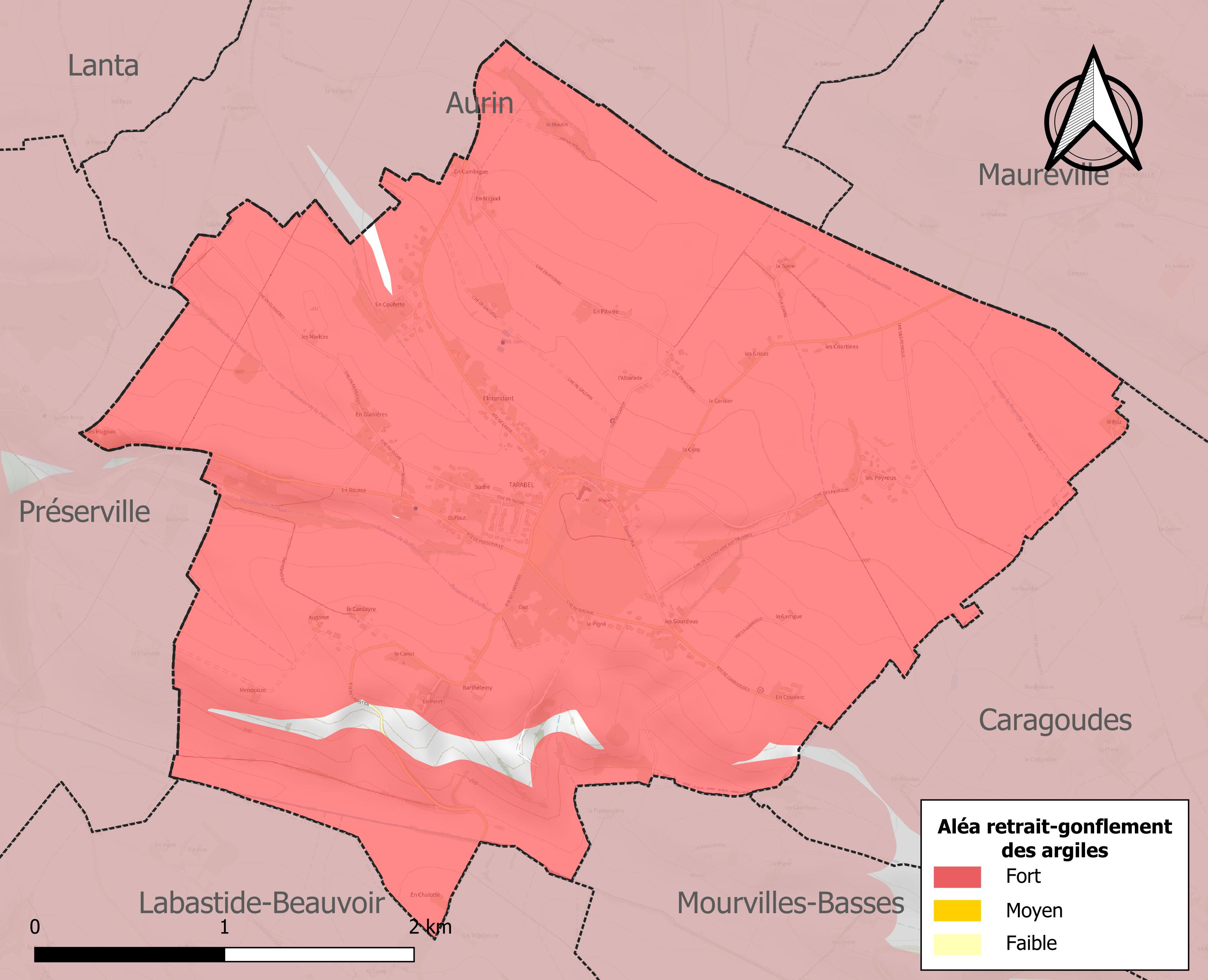
Carte des zones d'aléa retrait-gonflement des sols argileux de Tarabel.

Le retrait-gonflement des sols argileux est susceptible d'engendrer des dommages importants aux bâtiments en cas d’alternance de périodes de sécheresse et de pluie. 98 % de la superficie communale est en aléa moyen ou fort (88,8 % au niveau départemental et 48,5 % au niveau national). Sur les 183 bâtiments dénombrés sur la commune en 2019, 183 sont en aléa moyen ou fort, soit 100 %, à comparer aux 98 % au niveau départemental et 54 % au niveau national. Une cartographie de l'exposition du territoire national au retrait gonflement des sols argileux est disponible sur le site du BRGM,.
Par ailleurs, afin de mieux appréhender le risque d’affaissement de terrain, l'inventaire national des cavités souterraines permet de localiser celles situées sur la commune.
Concernant les mouvements de terrains, la commune a été reconnue en état de catastrophe naturelle au titre des dommages causés par la sécheresse en 2002, 2003, 2011 et 2016 et par des mouvements de terrain en 1999.

## Toponymie
Doit son nom à l'occitan tarabèl, « claquet de moulin » (petite latte qui est sur la trémie d'un moulin et qui bat continuellement avec bruit).

## Histoire

### Héraldique
| Tarabel | Son blasonnement est : Échiqueté d'argent et de sable. |

## Politique et administration

### Administration municipale
Le nombre d'habitants au recensement de 2011 étant compris entre 100 et 499, le nombre de membres du conseil municipal pour l'élection de 2014 est de onze,.

### Rattachements administratifs et électoraux
Commune faisant partie de la troisième circonscription de la Haute-Garonne ainsi que de la communauté de communes des Terres du Lauragais et du canton de Revel (avant le redécoupage départemental de 2014, Tarabel faisait partie de l'ex-canton de Lanta) et avant le 1er janvier 2017 elle faisait partie de la communauté de communes Cœur Lauragais.

### Liste des maires
| Période                                  | Période   | Identité        | Étiquette | Qualité               |
| ---------------------------------------- | --------- | --------------- | --------- | --------------------- |
| Les données manquantes sont à compléter. |           |                 |           |                       |
| mars 1989                                | mars 2014 | Michel Bonnery  | PS        |                       |
| mars 2014                                | 2020      | Frédéric Migeon | SE        | Professeur de faculté |
| 2020                                     | En cours  | Sylvie Vivies   |           |                       |

## Population et société

### Démographie
L'évolution du nombre d'habitants est connue à travers les recensements de la population effectués dans la commune depuis 1793. Pour les communes de moins de 10 000 habitants, une enquête de recensement portant sur toute la population est réalisée tous les cinq ans, les populations de référence des années intermédiaires étant quant à elles estimées par interpolation ou extrapolation. Pour la commune, le premier recensement exhaustif entrant dans le cadre du nouveau dispositif a été réalisé en 2005.

En 2022, la commune comptait 596 habitants, en évolution de +45,01 % par rapport à 2016 (Haute-Garonne : +8,02 %, France hors Mayotte : +2,11 %).
| 1793 | 1800 | 1806 | 1821 | 1831 | 1836 | 1841 | 1846 | 1851 |
| ---- | ---- | ---- | ---- | ---- | ---- | ---- | ---- | ---- |
| 301  | 310  | 309  | 328  | 284  | 358  | 400  | 542  | 525  |

| 1856 | 1861 | 1866 | 1872 | 1876 | 1881 | 1886 | 1891 | 1896 |
| ---- | ---- | ---- | ---- | ---- | ---- | ---- | ---- | ---- |
| 471  | 461  | 419  | 417  | 424  | 381  | 378  | 358  | 318  |

| 1901 | 1906 | 1911 | 1921 | 1926 | 1931 | 1936 | 1946 | 1954 |
| ---- | ---- | ---- | ---- | ---- | ---- | ---- | ---- | ---- |
| 310  | 296  | 320  | 286  | 272  | 294  | 282  | 243  | 234  |

| 1962 | 1968 | 1975 | 1982 | 1990 | 1999 | 2005 | 2006 | 2010 |
| ---- | ---- | ---- | ---- | ---- | ---- | ---- | ---- | ---- |
| 180  | 218  | 193  | 193  | 266  | 373  | 348  | 340  | 355  |

| 2015 | 2020 | 2022 | - | - | - | - | - | - |
| ---- | ---- | ---- | - | - | - | - | - | - |
| 409  | 579  | 596  | - | - | - | - | - | - |

| selon la population municipale des années : | 1968 | 1975 | 1982 | 1990 | 1999 | 2006 | 2009 | 2013 |
| Rang de la commune dans le département      | 263  | 335  | 364  | 286  | 256  | 284  | 291  | 284  |
| Nombre de communes du département           | 592  | 582  | 586  | 588  | 588  | 588  | 589  | 589  |

Répartition par tranches d'âges de la population au recensement de 1999 : 
- 0  à 19 ans : 31,4 %
- 20 à 39 ans : 27,9 %
- 40 à 59 ans : 26,8 %
- 60 à 74 ans :  9,7 %
- 75 ans ou + :  4,3 %

Les statistiques de 1999 montrent une forte progression depuis 1982 qui se traduit également par une pyramide jeune (proportion importante de familles constituées de parents jeunes - moins de 50 ans - avec des enfants - moins de 20 ans -).

### Enseignement
Tarabel est située dans l'académie de Toulouse.
En septembre 2003 un groupe scolaire a ouvert à Tarabel grâce à la collaboration avec cinq autres communes rurales voisines (Caragoudes, Maureville, Mourvilles-Basses, Ségreville et Toutens)  dans le cadre du SIVUSEM (Syndicat intercommunal à vocation unique scolaire élémentaire et maternelle).

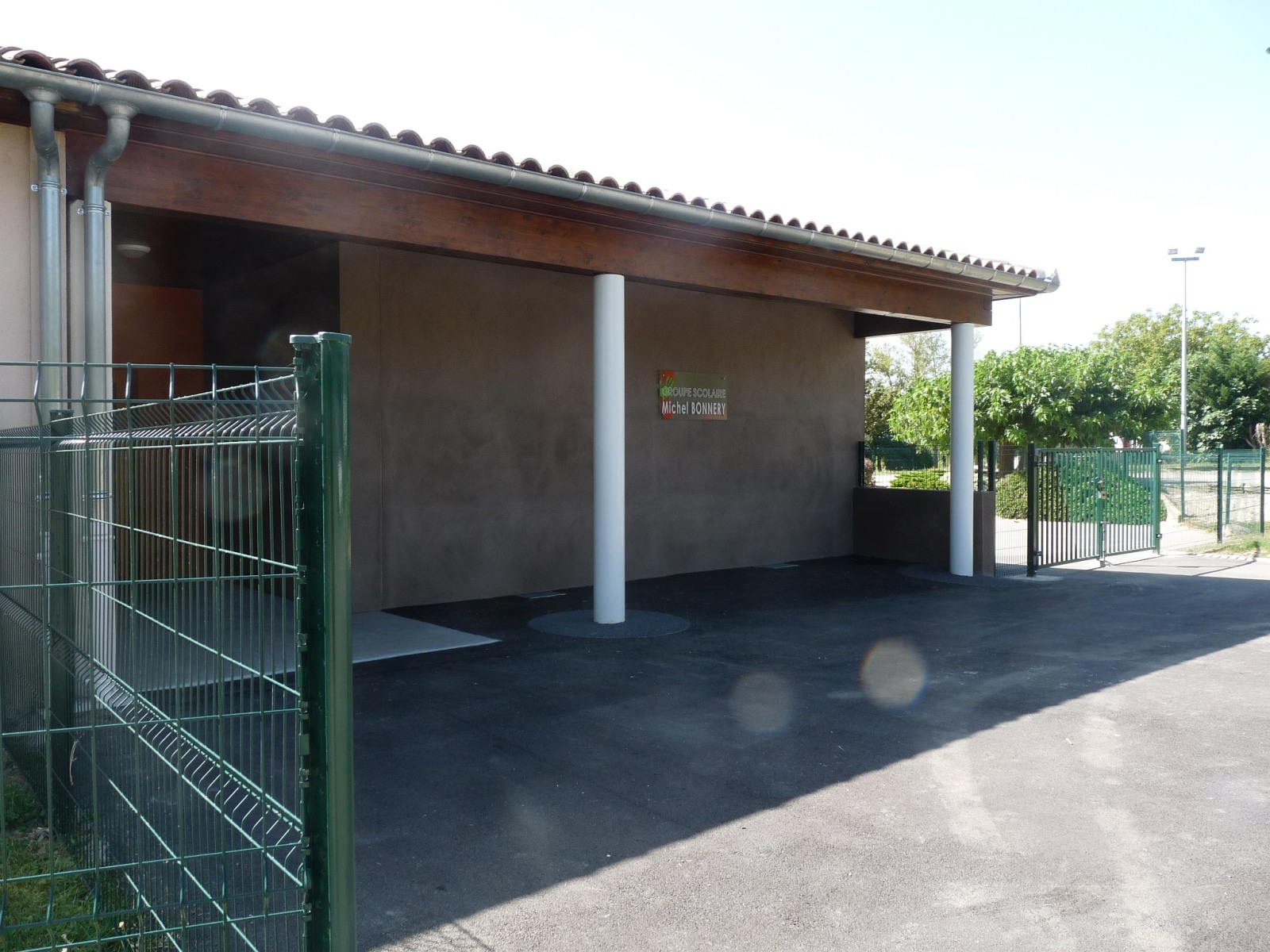
Le groupe scolaire Michel-Bonnery
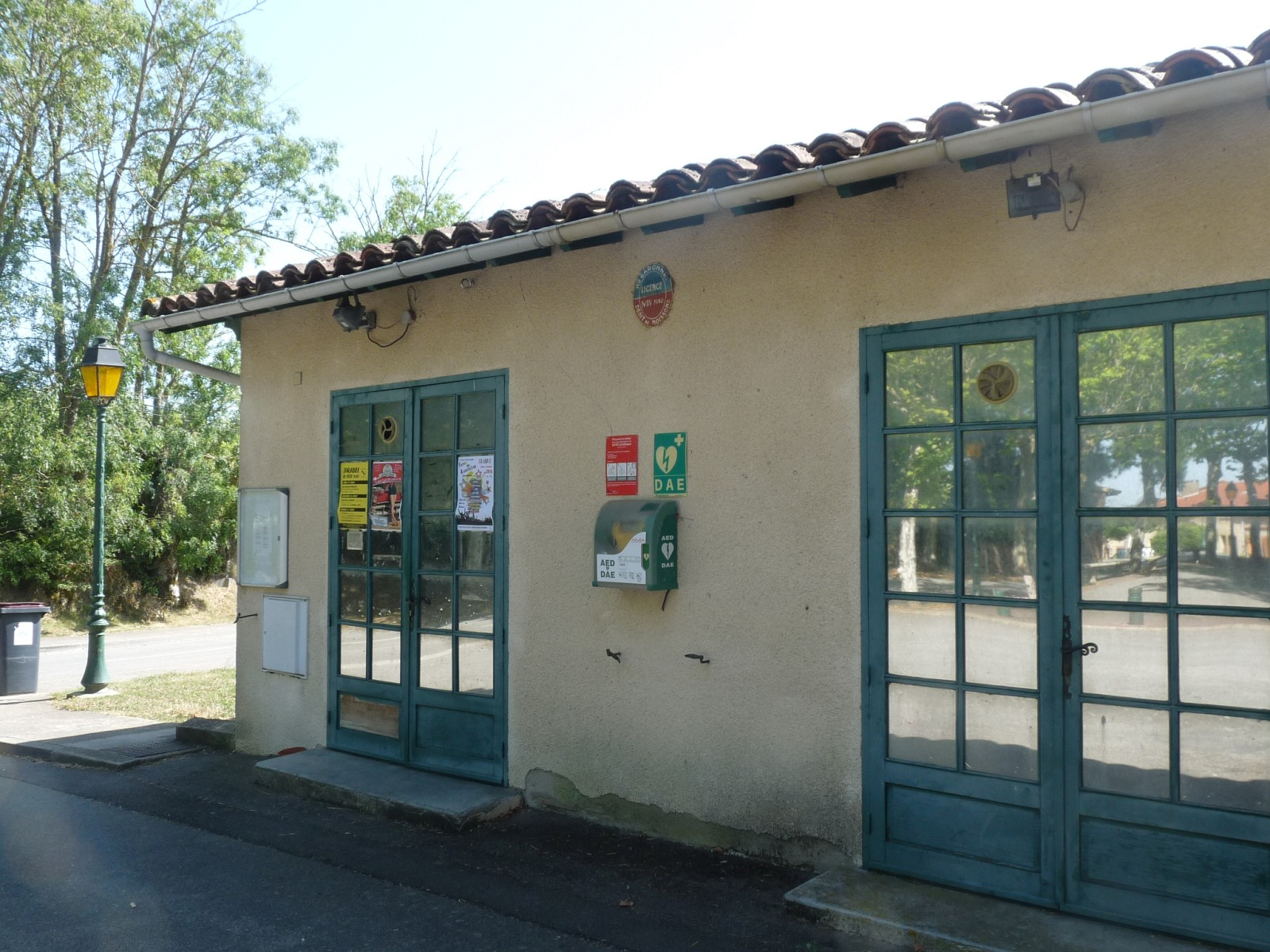
Le foyer rural
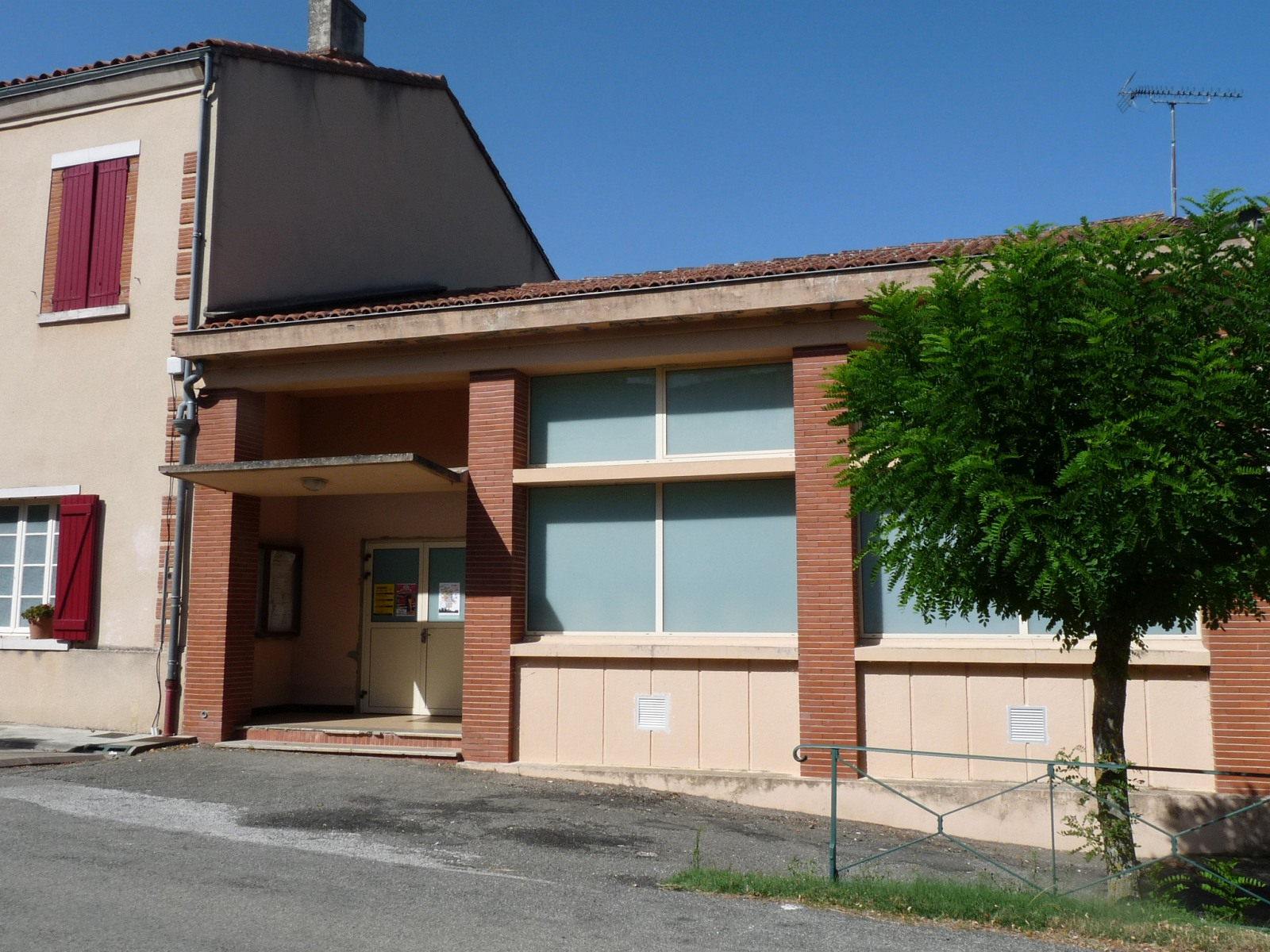
La salle des fêtes

### Culture et festivités
Vide grenier, foyer rural, salle des fêtes,

### Activités sportives
Danse, hiphop, chasse, pétanque, francombat,

### Écologie et recyclage
La collecte et le traitement des déchets des ménages et des déchets assimilés ainsi que la protection et la mise en valeur de l'environnement se font dans le cadre du SIPOM de Revel.

## Économie

### Revenus
En 2018  (données Insee publiées en septembre 2021), la commune compte 207 ménages fiscaux, regroupant 589 personnes. La médiane du revenu disponible par unité de consommation est de 24 300 € (23 140 € dans le département).

### Emploi
|                | 2008  | 2013  | 2018  |
| -------------- | ----- | ----- | ----- |
| Commune        | 4,1 % | 9,4 % | 6,6 % |
| Département    | 7,7 % | 9,6 % | 9,3 % |
| France entière | 8,3 % | 10 %  | 10 %  |

En 2018, la population âgée de 15 à 64 ans s'élève à 312 personnes, parmi lesquelles on compte 86,4 % d'actifs (79,8 % ayant un emploi et 6,6 % de chômeurs) et 13,6 % d'inactifs,. Depuis 2008, le taux de chômage communal (au sens du recensement) des 15-64 ans est inférieur à celui de la France et du département.
La commune fait partie de la couronne de l'aire d'attraction de Toulouse, du fait qu'au moins 15 % des actifs travaillent dans le pôle,. Elle compte 49 emplois en 2018, contre 41 en 2013 et 36 en 2008. Le nombre d'actifs ayant un emploi résidant dans la commune est de 255, soit un indicateur de concentration d'emploi de 19,1 % et un taux d'activité parmi les 15 ans ou plus de 75,2 %.
Sur ces 255 actifs de 15 ans ou plus ayant un emploi, 27 travaillent dans la commune, soit 11 % des habitants. Pour se rendre au travail, 91,9 % des habitants utilisent un véhicule personnel ou de fonction à quatre roues, 1,4 % les transports en commun, 3,1 % s'y rendent en deux-roues, à vélo ou à pied et 3,7 % n'ont pas besoin de transport (travail au domicile).

### Activités hors agriculture

#### Secteurs d'activités
25 établissements sont implantés  à Tarabel au 31 décembre 2019. Le tableau ci-dessous en détaille le nombre par secteur d'activité et compare les ratios avec ceux du département,.
Le secteur des activités spécialisées, scientifiques et techniques et des activités de services administratifs et de soutien est prépondérant sur la commune puisqu'il représente 36 % du nombre total d'établissements de la commune (9 sur les 25 entreprises implantées  à Tarabel), contre 19,8 % au niveau départemental.

#### Entreprises et commerces
La plus grande superficie de la commune est consacrée à l'agriculture (maïs, blé, tournesol, soja, etc.). La proximité de Toulouse se fait sentir par la construction de nouvelles habitations sous forme de maisons individuelles.

### Agriculture
La commune est dans le Lauragais, une petite région agricole occupant le nord-est du département de la Haute-Garonne, dont les coteaux portent des grandes cultures en sec avec une dominante blé dur et tournesol. En 2020, l'orientation technico-économique de l'agriculture  sur la commune est la culture de céréales et/ou d'oléoprotéagineuses.
|               | 1988 | 2000  | 2010  | 2020  |
| ------------- | ---- | ----- | ----- | ----- |
| Exploitations | 17   | 16    | 19    | 14    |
| SAU (ha)      | 991  | 1 423 | 1 081 | 1 186 |

Le nombre d'exploitations agricoles en activité et ayant leur siège dans la commune est passé de 17 lors du recensement agricole de 1988  à 16 en 2000 puis à 19 en 2010 et enfin à 14 en 2020, soit une augmentation de 18 % en 32 ans. Le même mouvement est observé à l'échelle du département qui a perdu pendant cette période 57 % de ses exploitations,. La surface agricole utilisée sur la commune a quant à elle augmenté, passant de 991 ha en 1988 à 1 186 ha en 2020. Parallèlement la surface agricole utilisée moyenne par exploitation a augmenté, passant de 58 à 85 ha.

## Culture locale et patrimoine

### Lieux et monuments
Au cœur du village se trouvent :
- le château du XVe siècle
- l'église paroissiale Saint-Barthélemy. Un élément d'autel votif gallo-romain est scellé dans le mur du porche[42]. L'une de ses cloches date de 1559, et celle-ci est classée monument historique au titre objet depuis 1914[43]. Elle est décorée de peintures murales de François Bernadi[42].
- des maisons traditionnelles en brique toulousaine.

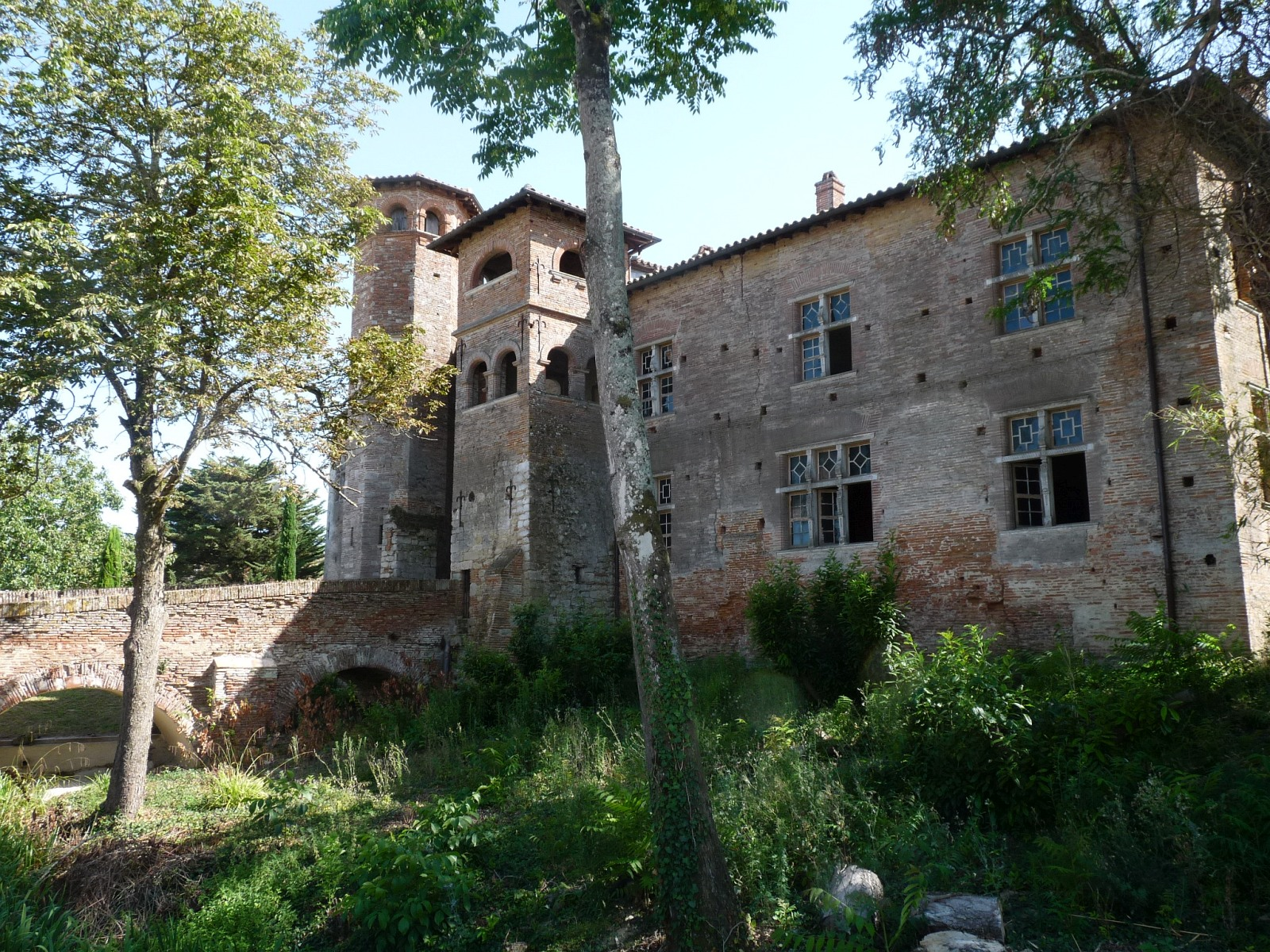
Le château
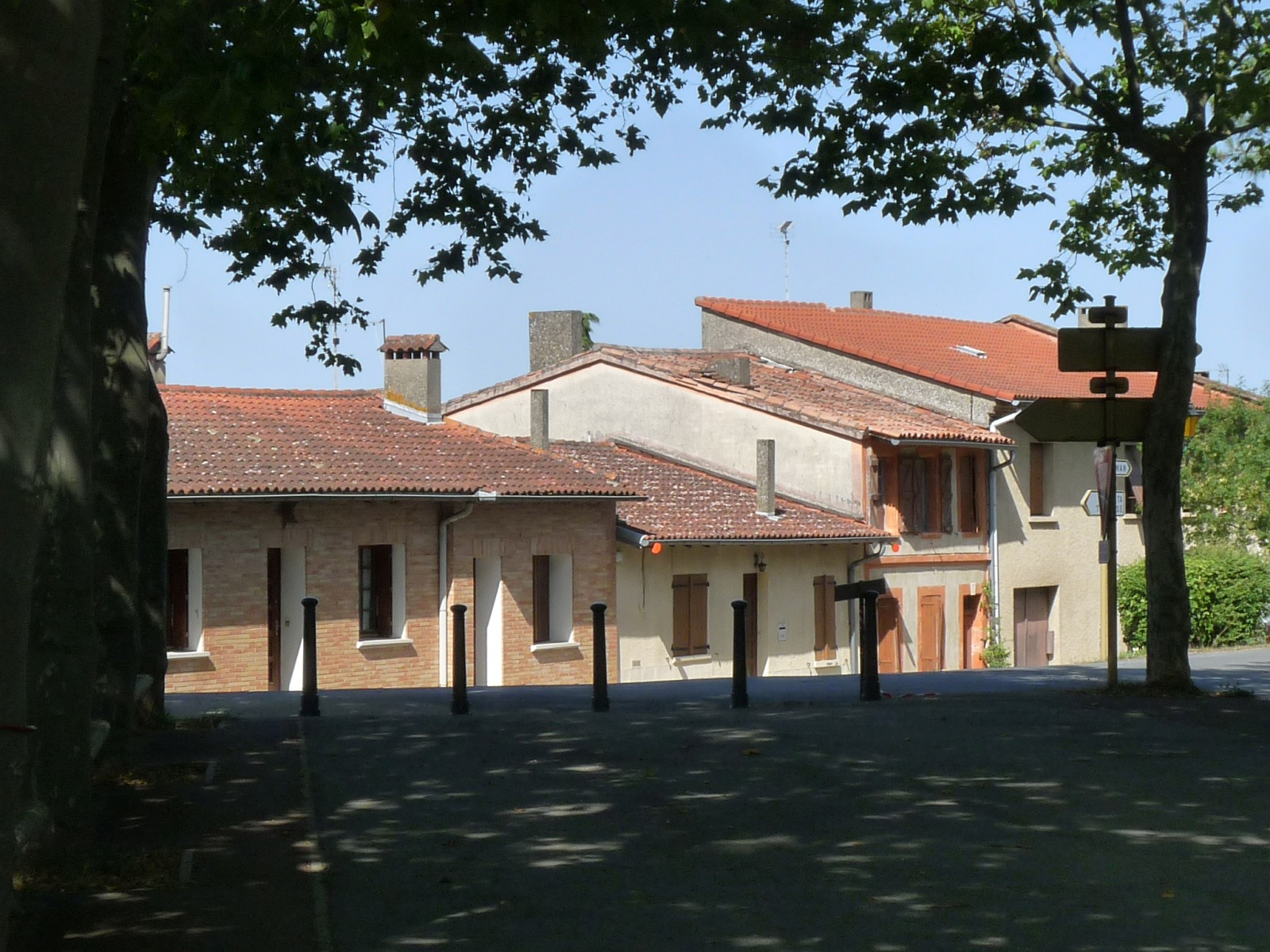
Place
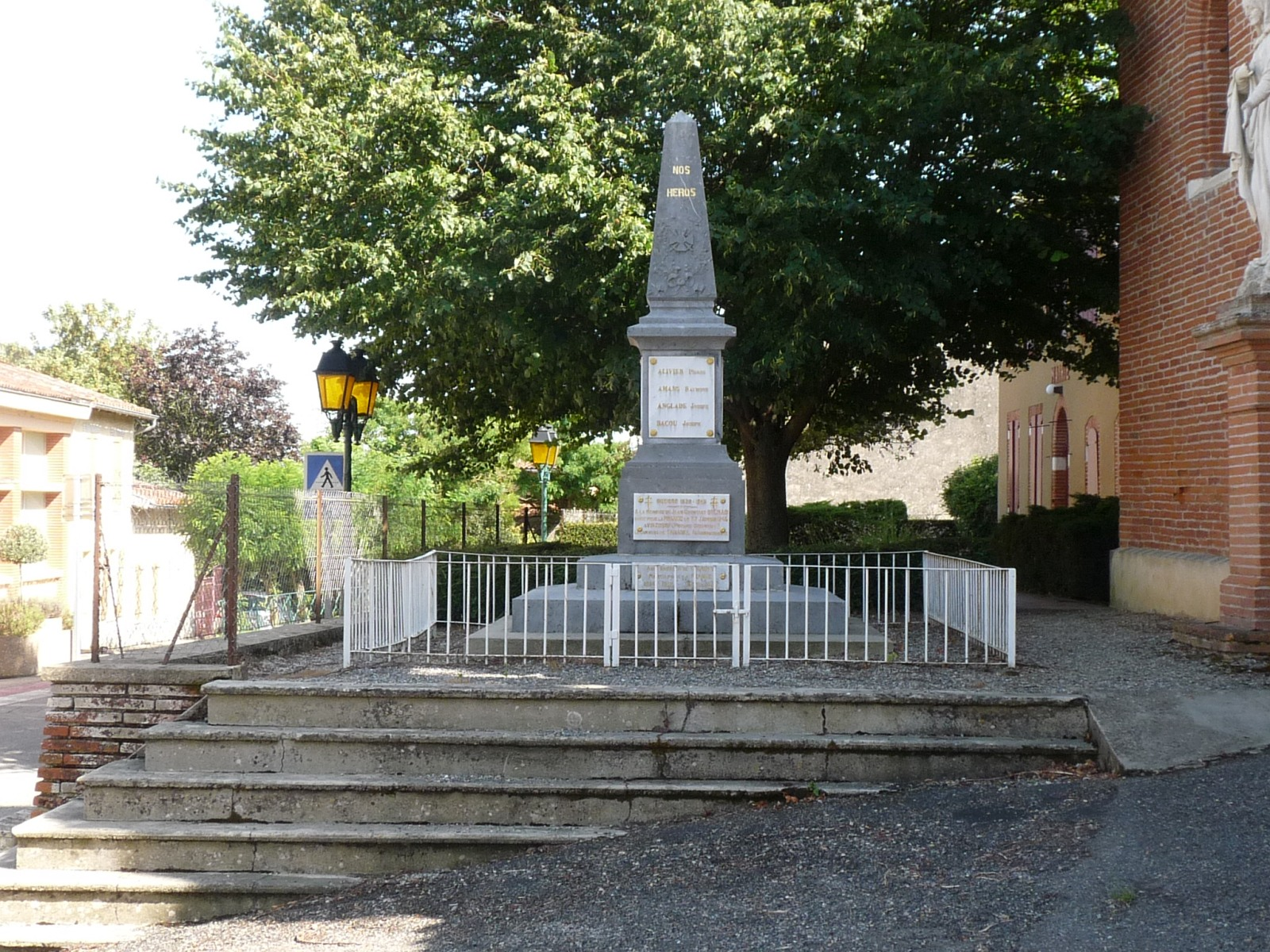
Le monument aux morts
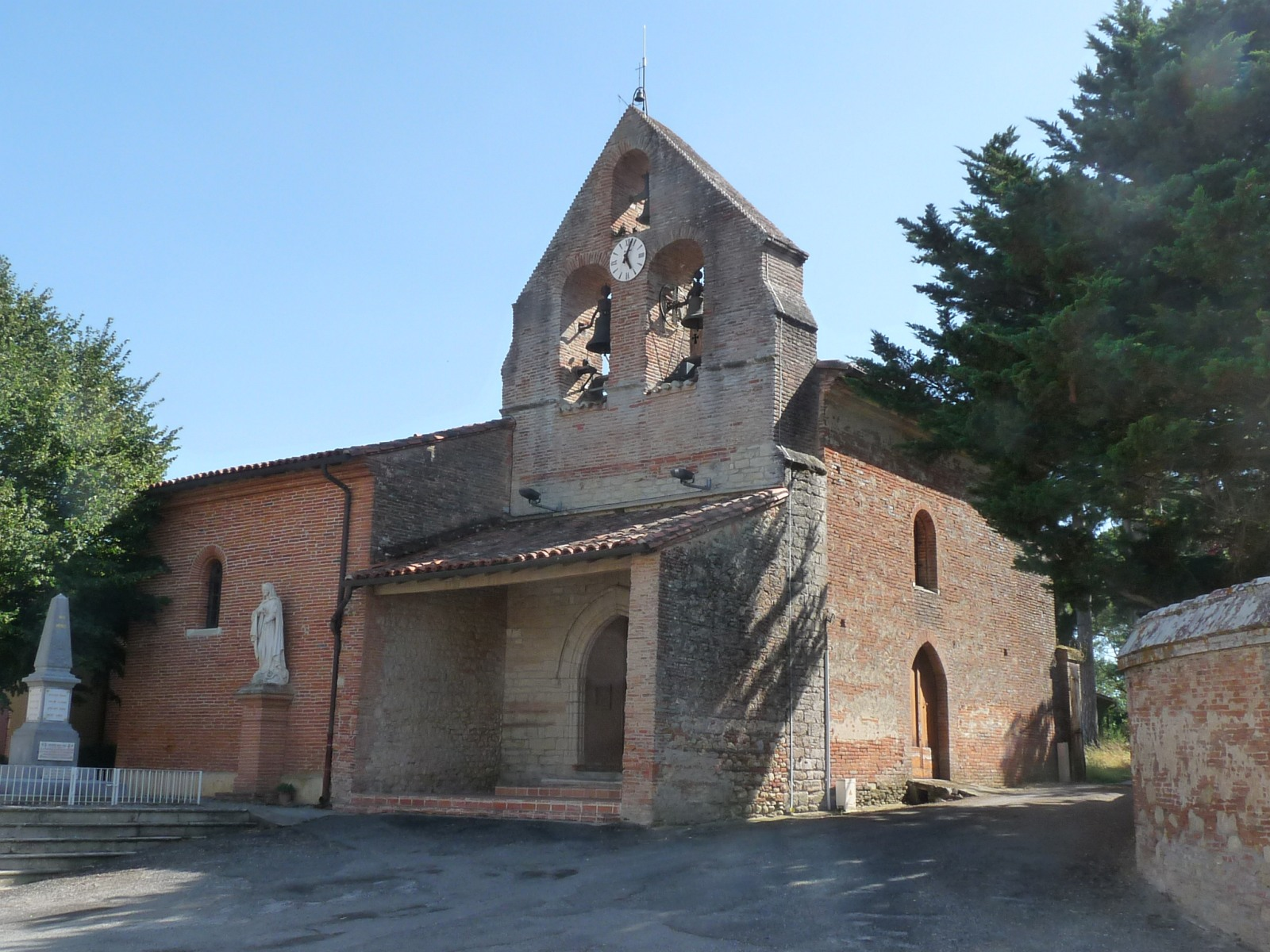
L'église Saint-Barthélemy
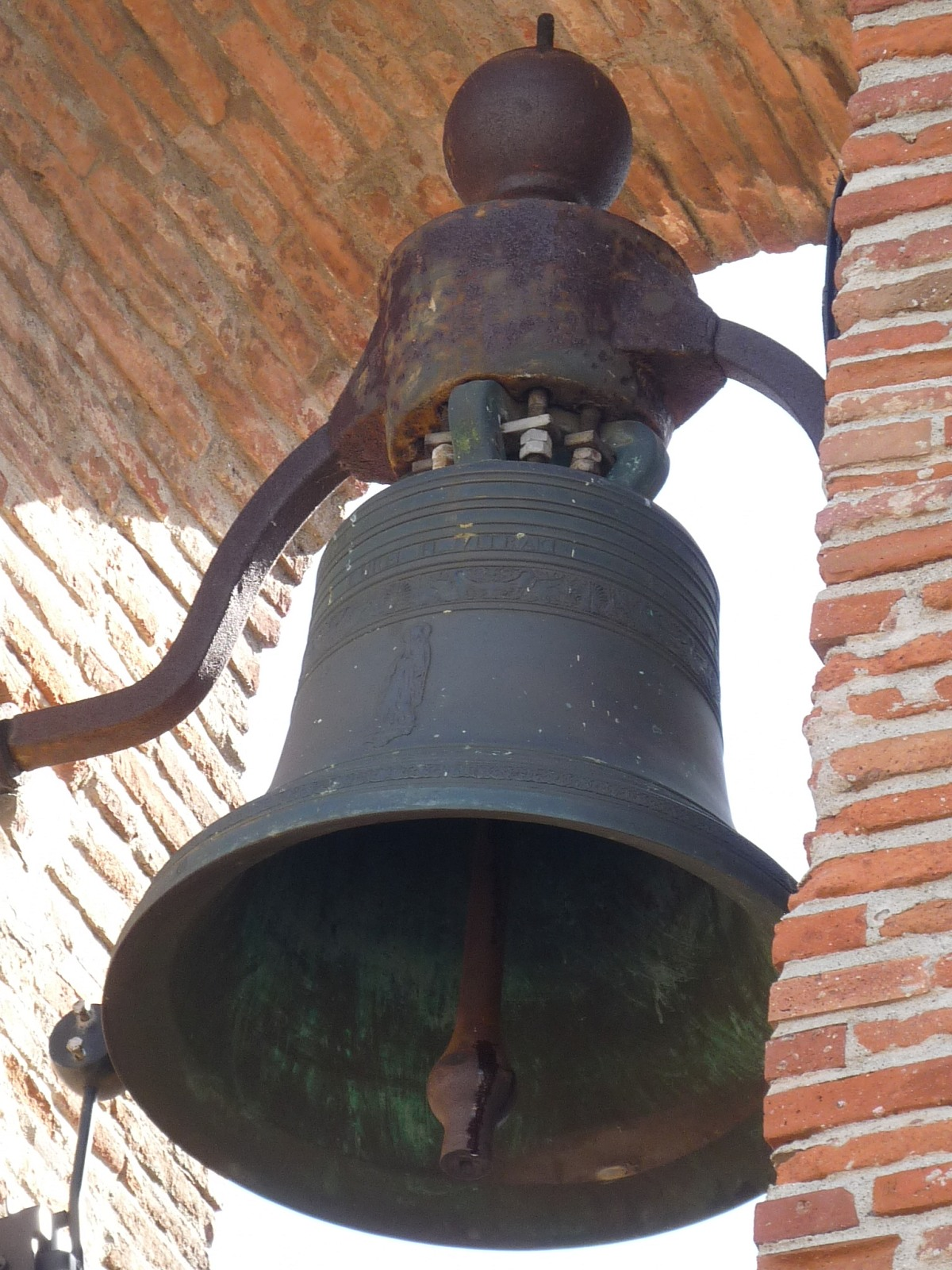
La cloche de 1559

### Personnalités liées à la commune
- Maxime de Roquette-Buisson
- Bertrand Marti, un des plus célèbres Parfaits cathares.